# Darrel Mitchell
Pour les articles homonymes, voir Darrel et Mitchell.
Darrel Mitchell, né le 3 mai 1984 à La Nouvelle-Ibérie, Louisiane (États-Unis), est un joueur professionnel américain de basket-ball. Il mesure 1,83 m et joue au poste de meneur.

## Biographie
Mitchell est formé dans le club universitaire des Tigers de LSU entre 2005 et 2006 (première division NCAA).
Le 30 septembre 2014, il signe à l'Élan béarnais Pau-Lacq-Orthez en tant que pigiste médical pendant six semaines. Le 18 novembre 2014, après sa pige, il est recruté par l'AS Monaco.
Le 10 août 2015, Monaco prolonge Mitchell pour une saison.

## Palmarès
- Participation au Final Four NCAA 2006 avec LSU.
- Champion de France de Pro B avec Monaco en 2015.